# 中目黒アトラスタワー
中目黒アトラスタワー（なかめぐろアトラスタワー、英: Nakameguro Atlas Tower）は、東京都目黒区にある高層マンションである。上目黒1丁目地区再開発事業によって2009年（平成21年）に竣工し、完成した再開発地区全体にはナカメアルカスとの愛称が命名されている。

## 概要
地上45階、地下2階建ての超高層マンションであり、中目黒駅の駅前再開発（上目黒一丁目地区市街地再開発事業）の中心施設として2009年（平成21年）10月に完成した。高さ164メートルは目黒区内の建築物として最高層であり、中目黒地区のランドマークとなっている。
住戸の総戸数は495戸で、そのうち374戸が地権者取得住戸であった（都市再生機構取得部分196戸を含む）。住戸の間取りはワンルーム (1R) から3LDKで、各戸の占有面積は35m2から165m2である。タワーの9階から25階まで、合計196戸は都市再生機構（UR都市機構）の賃貸住宅（UR賃貸住宅）となっており、建物完成の翌月である2009年（平成21年）11月から賃貸住宅の運営が行われている。タワーの6階以上は全て住戸となっており、完成時にはUR賃貸住宅以外の部分が地権者取得分、および分譲マンションとなっていた。
タワーの1階から5階までの低層部分はテナントビルとなっており、コンビニエンスストアのセブン-イレブン、イタリア料理店のサイゼリヤ、みずほ銀行、医院や薬局などが入居している。
レジデンス部には共用施設としてコンシェルジュサービス・ゲストルーム・パーティールーム・スカイラウンジがあり、居住者はこれらを自由に利用する事が出来る。
タワーの建築主は地権者らで構成される上目黒一丁目地区市街地再開発組合で、分譲住戸の販売は旭化成ホームズによって行われた。設計、および再開発コンサルティングは日本設計、施工は鹿島建設、戸田建設、佐藤建設の共同企業体 (JV) であった。再開発では、元々は住民が起案したものであっても、実際の開発時には大手のデベロッパー（森ビルなど）が実主導権を握ることが多い。しかし、上目黒一丁目地区の再開発においては住民主導が最後まで貫かれた点が特色である。

## 上目黒一丁目地区再開発

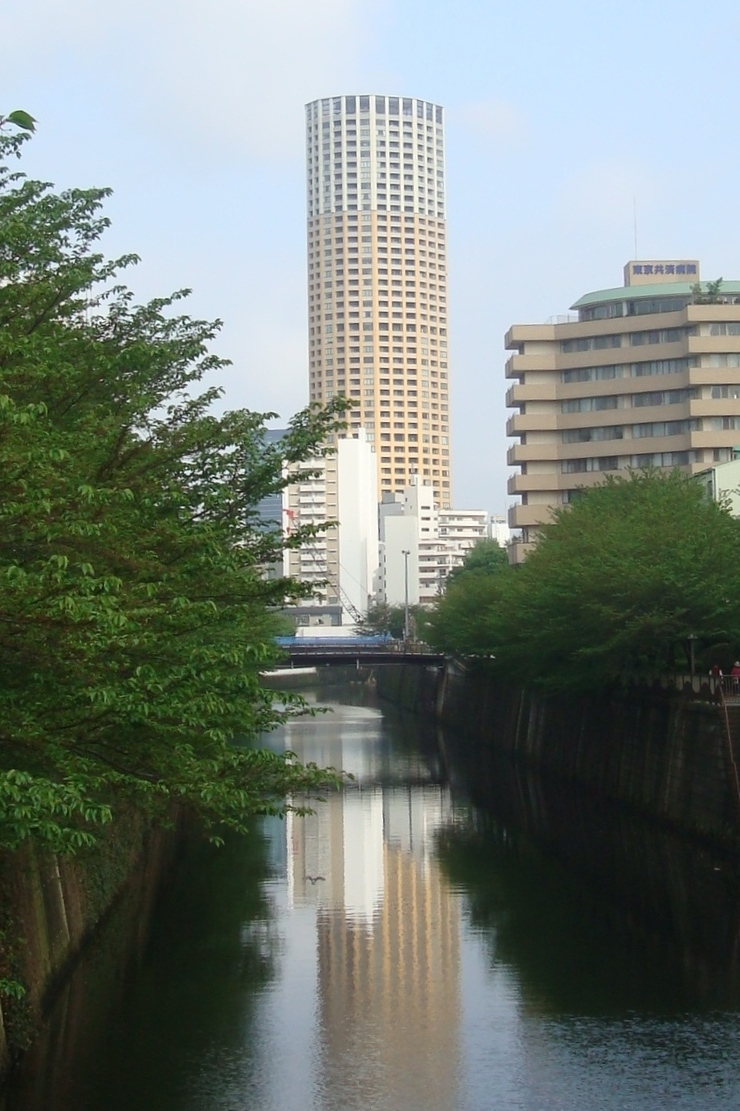
目黒川と中目黒アトラスタワー

再開発が行われる以前の上目黒1丁目地区は、中目黒駅前にも係わらず (1) 公共空間（広場など）がなく、歩道が狭い、(2) 土地の有効利用・高度利用が行われていない、(3) 老朽化した木造住宅が密集した地区がある、など多くの問題を抱えていた。
このために初めは1982年（昭和57年）、地区住民らによる「上一町会まちづくり協議会」が発足し、1988年（昭和63年）には中目黒駅周辺地区整備構想が作成された。1990年（平成2年）には「上目黒一・二丁目地区市街地再開発事業基本計画」作成（この時点では、上目黒2丁目地区再開発（後の中目黒ゲートタウン）との一体開発も模索されていたため、共同の計画となっている）。
その後、2000年（平成12年）8月に第一種市街地再開発事業等の都市計画が行われ、2003年（平成15年）2月の上目黒一丁目地区市街地再開発組合の設立認可を経て、2005年（平成17年）頃から既存建物等の解体工事が始まり、2007年（平成19年）1月に施設建築物等工事が着手された。
再開発事業の地区は面積が約1.4ヘクタールで、土地所有者 64名、借地（地上）権者 31名、建物所有者 6名、借家権者 158名、合計259名もの権利者がいた。事業はこれら権利者を中心とする「上目黒一丁目地区市街地再開発組合」を事業主とし、都市再生機構 (UR) と旭化成ホームズが組合員として参加して行われた。

## ナカメアルカス

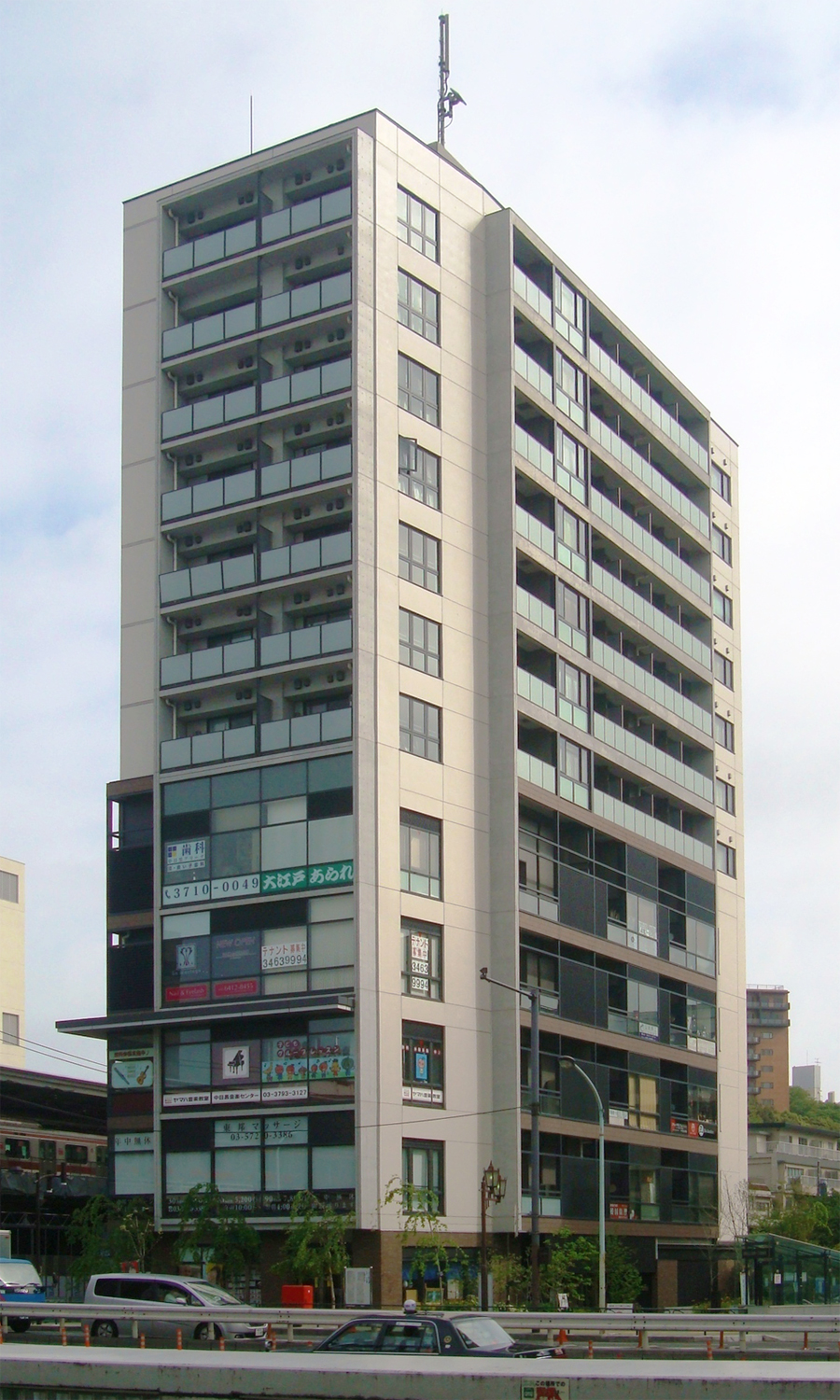
中目黒アリーナ

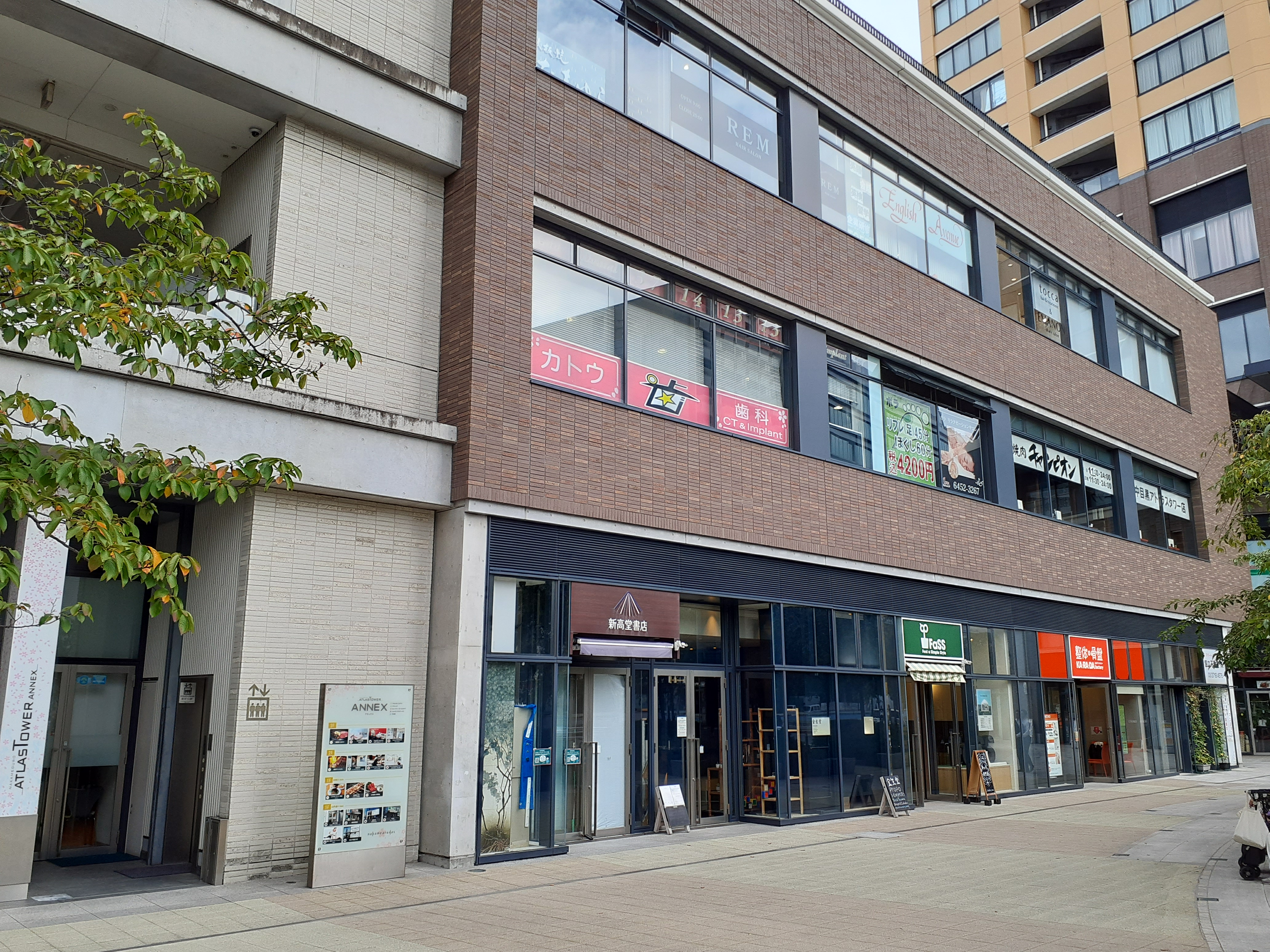
中目黒アトラスタワーアネックス

再開発によって建設された複合施設全体は、『ナカメアルカス (Nkamearukas) 』の愛称で呼ばれる。『アルカス』は中目黒のシンボルである『桜』 (Sakura) を後ろから読んだ (Arukas) ものであり、『「サクラを歩かす」。つまり桜で有名な中目黒、その目黒川沿いにみなさんに歩いてもらうという意味がこめられている』とされている。
現在ナカメアルカスとなっている上目黒1丁目再開発地区は、東を目黒川、西を山手通り、北を中目黒駅・東急東横線、南を駒沢通りに囲まれた一帯の大部分を占める。
ナカメアルカス（上目黒1丁目再開発事業）は、
- 中心となる中目黒アトラスタワー
- 中目黒アトラスタワーに隣接する3階建ての商業施設の中目黒アトラスタワーアネックス[11]
- 最も中目黒駅寄りにある中目黒アリーナ（Nakameguro Arena）
- 地区南端の区営住宅の上目黒一丁目アパート（地上13階建て）
- 駐車場
- 広場

などで構成される。
中目黒アリーナ以外の3つの建物は互いに地下で繋がっている（地下駐車場・駐輪場を共用している。中目黒アリーナと他施設との間は蛇崩川で分断されているため、地下は繋がっていない）。
中目黒アリーナは高架駅である中目黒駅に隣接しており、地下1階から地上5階までは飲食店を中心とする店舗、6階から12階までが住宅となっている。この中目黒アリーナは主に再開発事業の権利者用に建築されており、他の建物に約半年先行した2009年（平成21年）3月に開業した。
13階建ての住宅棟、合計63戸は、目黒区による区営住宅の上目黒一丁目アパートとして、目黒区内に1年以上居住している低所得者向けに提供されている。

### ナカメアルカス
- ナカメアルカス 公式ホームページ
- 上目黒一丁目アパート 区営住宅の申し込み（目黒区）
- 上目黒一丁目地区市街地再開発事業の概要（目黒区地区整備計画課）
- 第一種市街地再開発事業 上目黒一丁目地区 上目黒一丁目地区市街地再開発組合（2009年～2011年に存在したWebページ）